# Cytaea whytei
Cytaea whytei är en spindelart som beskrevs av Prószynski, Deeleman-Reinhold 20. Cytaea whytei ingår i släktet Cytaea och familjen hoppspindlar. Inga underarter finns listade i Catalogue of Life.